# Стефан Настић
Стефан Настић (Нови Сад, 22. новембар 1992) је српско-канадски кошаркаш. Игра на позицији центра.

## Биографија
Настић је од 2010. до 2015. године похађао Универзитет Станфорд на коме је кошарку играо за екипу Станфорд кардинала. У завршној години бележио је 13,4 поена и 6,5 скокова по мечу, шутирао је 47,2% из игре и 75,4% са линије слободних бацања, а уписао је и 5 дабл-дабл учинака. Такође је у тој сезони био и најбољи блокер своје екипе (укупно 38 блокада). Након што на НБА драфту 2015. није изабран, Настић је покушао да се наметне Голден Стејт вориорсима и Сан Антонио спарсима током НБА летње лиге. У августу 2015. потписао је трогодишњи уговор са Црвеном звездом. За црвено-беле је одиграо само неколико утакмица и то све у току октобра 2015, а у наставку сезоне био је ван конкуренције за званичне утакмице. Уговор са Звездом званично је раскинуо 23. маја 2016. године. У јануару 2017. потписао је за канадску екипу Оранџвил ејс.
Са репрезентацијом Србије освојио је сребро на Медитеранским играма 2013. године.

## Успеси

### Клупски
- Црвена звезда:
  - Јадранска лига (1): 2015/16.

### Репрезентативни
- Медитеранске игре:  2013.